# Ealey-Gletscher
Der Ealey-Gletscher ist ein Gletscher auf der Insel Heard im Indischen Ozean. Er fließt vom Big Ben in nordöstlicher Richtung zur Küste, die er in Form von Eiskliffs zwischen dem Melbourne Bluff und der North Barrier erreicht.
Benannt ist der Gletscher nach dem Biologen E. H. M. Ealey, der ihn 1949 bei einer Kampagne der Australian National Antarctic Research Expeditions auf einem Erkundungsmarsch zum Spit Point überquert hatte.